# Maddie Ziegler

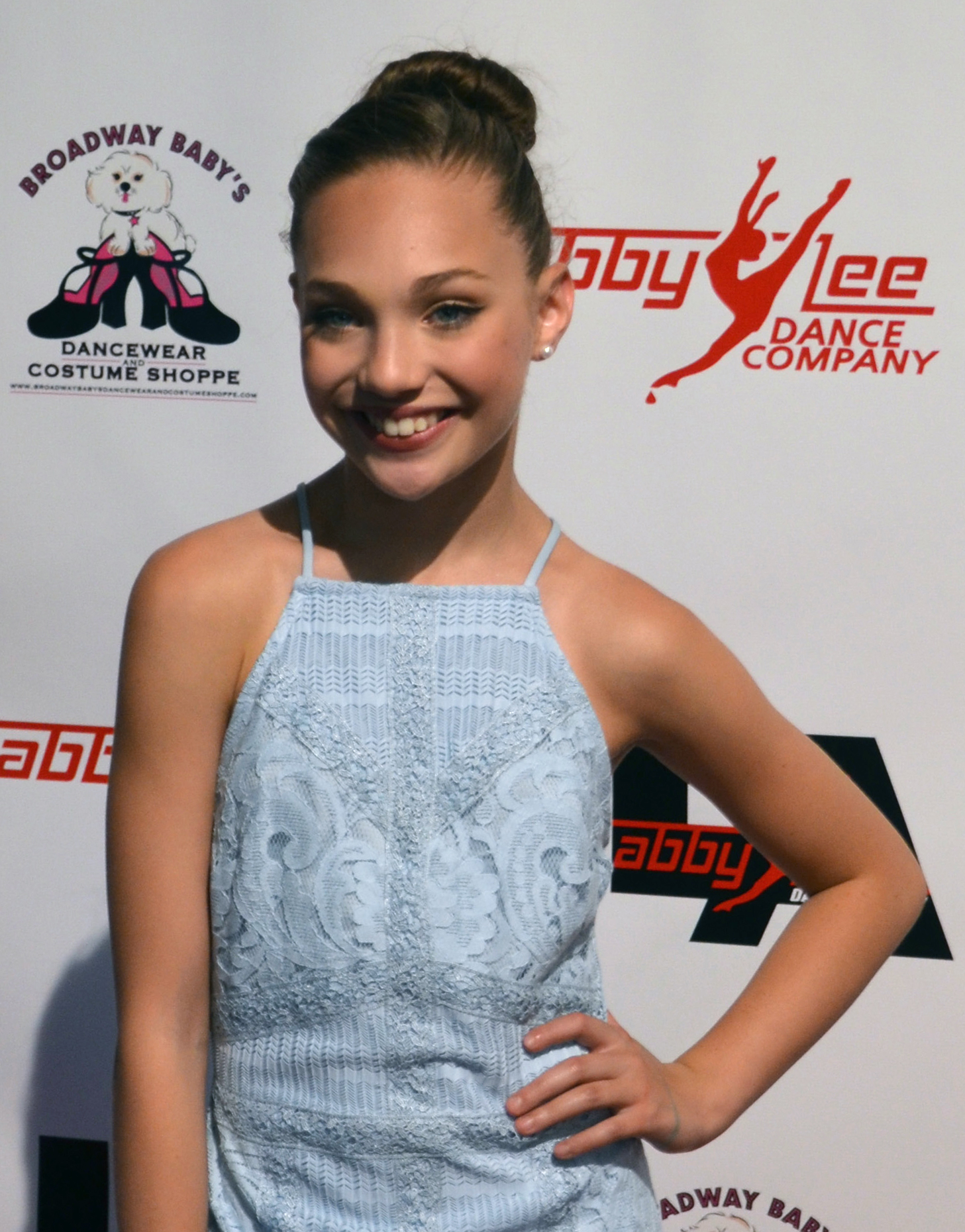
Ziegler na otwarciu studia tańca Abby Lee Miller (2015)

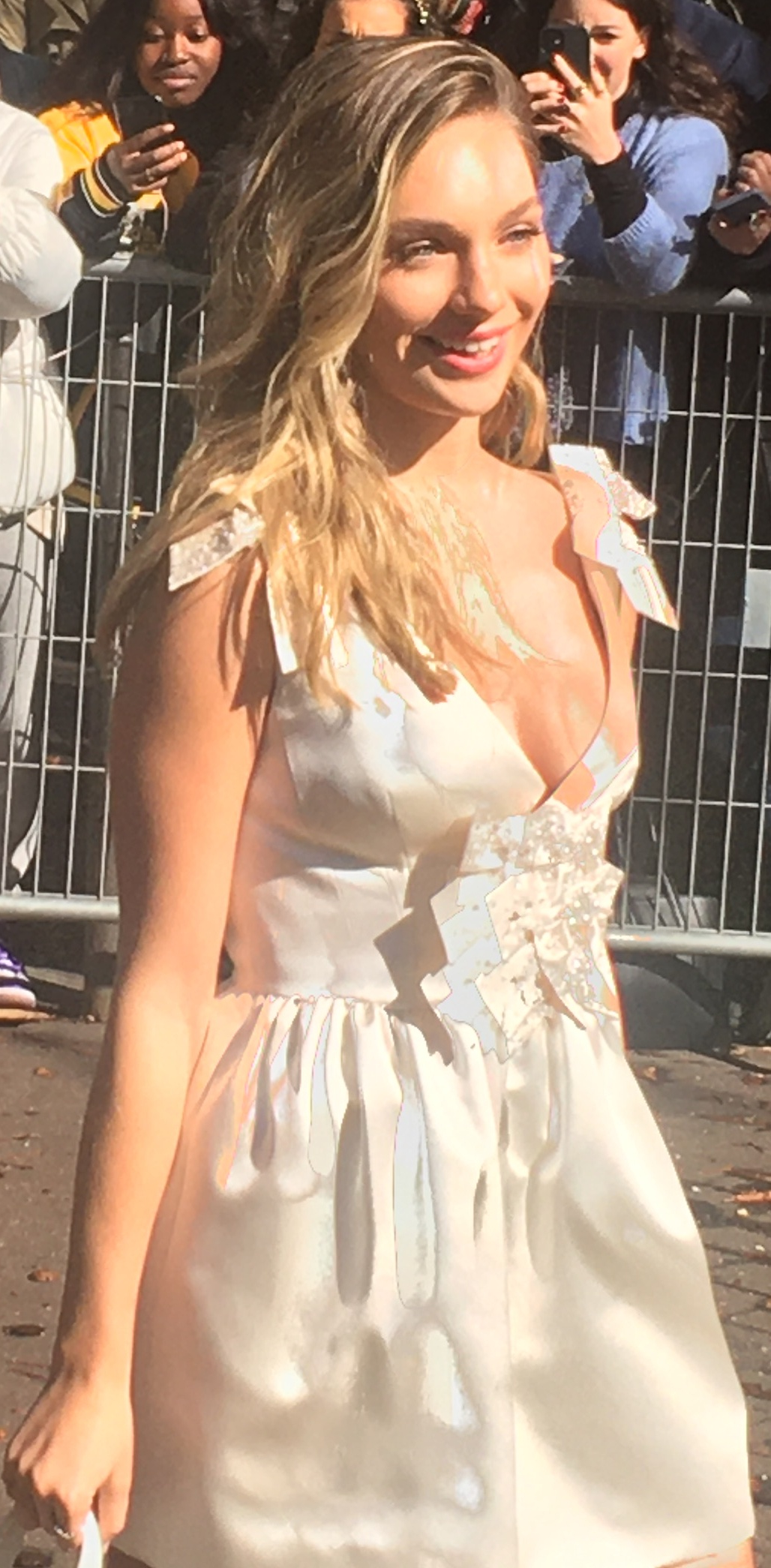
Maddie Ziegler (2021)

Maddie Ziegler, właśc. Madison Nicole Ziegler (ur. 30 września 2002 w Pittsburghu) – amerykańska tancerka, aktorka, modelka i celebrytka. Brała udział w reality show Dance Moms i pojawiła się w teledyskach Sii. Była uwzględniona na liście „30 najbardziej wpływowych nastolatek” w magazynie Time w 2015, 2016 i 2017 roku.
Ziegler w 2016 była jurorem w So You Think You Can Dance, wzięła udział w trasie koncertowej wraz z Sią w Ameryce Północnej oraz Australii w 2016 i 2017 roku oraz zorganizowała trasę w Australii i Nowej Zelandii z siostrą, Mackenzie Ziegler, w 2017 i 2018 roku. Jej pamiętnik, The Maddie Diaries, wydany w 2017 roku został uwzględniony na liście bestsellerów The New York Timesa. Udzieliła głosu postaci Camlile Le Haut w filmie animowanym Ballerina (2016) oraz grała rolę Christiny Sickleman w filmie pełnometrażowym The Book of Henry (2017). Jej obecność w mediach społecznościowych obejmuje konto na Instagramie z ponad 13 mln obserwujących.

## Dzieciństwo i edukacja
Madison Ziegler urodziła się w Pittsburghu w Pensylwanii jako dziecko Melissy Ziegler – Gisoni i Kurta Zieglera, który był właścicielem firmy hipotecznej. Posiada polskie, niemieckie oraz włoskie pochodzenie. Jej rodzice rozwiedli się w 2011 roku, a jej matka wyszła za mąż za Grega Gisoniego w 2013 roku. Madison w wieku dwóch lat rozpoczęła lekcje tańca i dołączyła do Abby Lee Dance Company w wieku czterech lat, gdzie trenowała stepowanie, balet, taniec liryczny, taniec współczesny, akrobatykę, jazz oraz aerial dance. Maddie posiada młodszą siostrę Mackenzie, tancerkę i piosenkarkę, dwóch starszych przyrodnich braci z poprzedniego małżeństwa jej ojca oraz dwoje starszego przyrodniego rodzeństwa z poprzedniego małżeństwa jej ojczyma, Grega Gisoniego, wiceprezesa Westinghouse Electric Company.
Ziegler uczęszczała do Sloan Elementary School do 2013 roku, następnie opuściła ją i rozpoczęła nauczanie domowe. Madison i jej rodzina długo mieszkali w Murrysville, Pensylwania, niedaleko Pittsburgha, a także spędzali dużo czasu w Los Angeles. Od początku roku 2017 do połowy 2018 roku, Ziegler spotykała się z australijskim nastolatkiem Jackiem Kellym, synem byłego baseballisty Pata Kelly’ego.

## Kariera
Wraz z Abby Lee Dance Company, Ziegler zdobyła liczne tytuły na regionalnych, państwowych oraz narodowych konkursach tanecznych, włącznie z 2014 Dancers Choice Award for Favorite Dancer 17 & Under. W 2010 roku Ziegler wystąpiła w programie telewizyjnym Live to Dance. W latach 2011–2016, ośmioletnia Ziegler, jej młodsza siostra Mackenzie i ich matka pojawiały się w programie telewizyjnym Dance Moms, nadawanego przez stację Lifetime. W 2013 Ziegler gościnnie wystąpiła w programie spin-off, Abby's Ultimate Dance Competition.
Ziegler występowała w teledyskach artystów takich jak: Alexx Calise, Sia oraz Todrick Hall. Zdobyła ogromną popularność w wieku 11 lat dzięki głównej roli w 2014 roku w teledysku „Chandelier”. Teledysk wygrał ARIA Music Award za najlepsze wideo oraz otrzymał nominację na MTV Video Music Awards w 2014 roku za najlepsze wideo roku oraz za najlepszą choreografię, wygrywając ten ostatni. Był także nominowany do nagrody Grammy za najlepszy teledysk w 2015 roku. Zyskał ponad 2 miliardy wyświetleń na YouTube, a w pewnym momencie był to trzynasty najczęściej oglądany film na YouTube wszech czasów.
W 2015 Ziegler zagrała wraz z Shia LaBeouf w Elastic Heart, kolejnym teledysku, który zgromadził ponad 1 miliard wyświetleń na YouTube.
Później, tego samego roku Ziegler zagrała w teledysku do utworu Big Girls Cry, aby ukończyć trylogię teledysków dla albumu 1000 Forms of Fear. Ziegler tańczyła do kilku występów Sia w show telewizyjnych w 2014 i 2015. Pod koniec 2015 roku Ziegler wystąpiła wraz z Sia w Ellen Degeneres Show trzy razy. Wystąpiła także na 2015 Grammy Awards do piosenki „Chandelier” wraz z Sia oraz Kristen Wiig. Teledyski do piosenek „Chandelier” i „Elastic Heart” zostały wybrane jako część listy „25 najlepszych teledysków ostatniej dekady PopSugar” w 2016 roku. W 2016 roku wystąpiła w czwartym teledysku Sia o nazwie Cheap Thrills z albumu This Is Acting, a następnie, rok później, w kolejnym The Greatest. Wideo osiągnęło ponad 700 milionów wyświetleń na YouTube. Ziegler kontynuowała współpracę z Sia oraz grupą LSD w teledyskach do piosenek Thunderclouds (2018) oraz No New Friends (2019).